# Pettine morfemico
Il pettine morfemico è una tecnica di collegamento tra morfemi lessicali e morfemi grammaticali.
Il morfema grammaticale si intercala – a mo' di pettine – negli elementi di quello lessicale: le forme flesse o le parole ottenute derivano dall'incontro fra uno schema vocalico discontinuo (morfema con valore flessionale o derivazionale) e una radice triconsonantica discontinua (la 'radice' o 'base lessicale'); per conseguenza, l'elemento morfologico risultante non è scomponibile. 
Simili morfemi grammaticali, tipici delle lingue semitiche (in specie della Lingua araba), prendono il nome di 'transfissi'. 
Tecniche di collegamento in sequenza
Oltre a quelle viste sopra, tra le lingue assai diffusa è la tecnica dei prefissi o dei suffissi, ove il morfema grammaticale si attacca prima o dopo il morfema lessicale, e da questo quello può essere separato. In altre lingue, al contrario, il morfema grammaticale racchiude quello lessicale ('circonfissi') oppure lo divide inserendosi nel centro ('infisso').